# Fujientomon dicestum
Fujientomon dicestum är en urinsektsart som beskrevs av Yin 1977. Fujientomon dicestum ingår i släktet Fujientomon och familjen Fujientomidae. Inga underarter finns listade i Catalogue of Life.